# دار أوكسترا إلبه
دار أوكسترا إلبه أو فيلهارموني هامبورغ (بالألمانية: Elbphilharmonie) هي قاعة موسيقية تقع في مدينة هافن سيتي، هامبورغ بألمانيا، وهي تتربع على شبة جزيرة غرايزبوروك الواقعة على ضفاف نهر إلبه. وهي تعبر أحد أكبر وأكثر القاعات تطوراً في الأجهزة السمعية في العالم.
يمثل البناء الزجاجي شراع مرفوع، تموجات مياه، أو كريستال الكوارتز. وهو يتربع على مخزن قديم (كايشبايشر إيه، المبني في عام 1963م) بالقرب من مدينة التخزين التاريخية وقد تم تصميمه بواسطة الشركة المعمارية هيرتسوغ ودي مورون. وهو يعتبر أطول مبنى مأهول في هامبورغ، بارتفاع نهائي يصل إلى طول  ( 110 متر (360 قدم). ويطلق عليه شعبياً مسمى إلبه.
تم افتتاحه رسمياً في 11 يناير 2017م.

## معرض صور

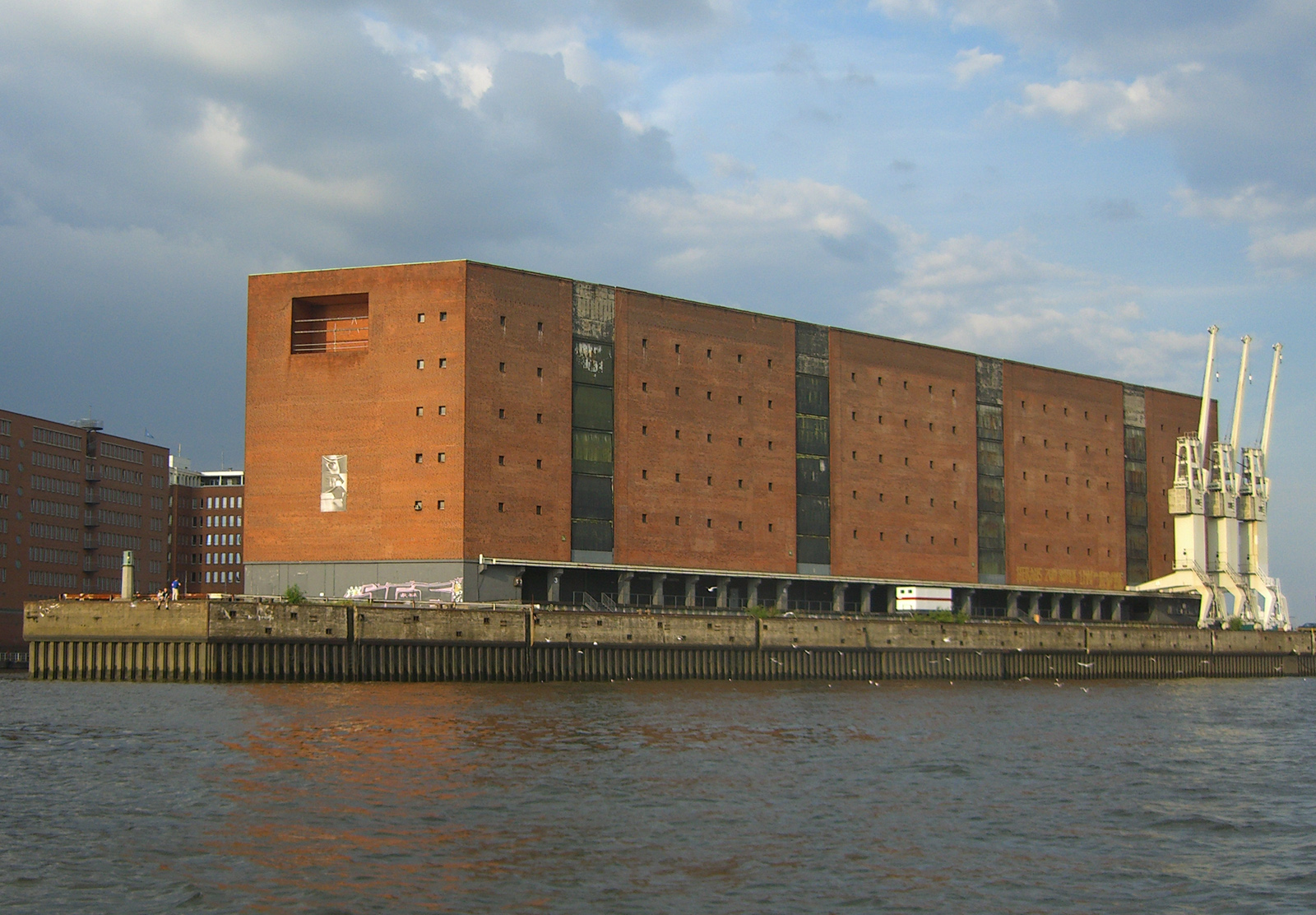
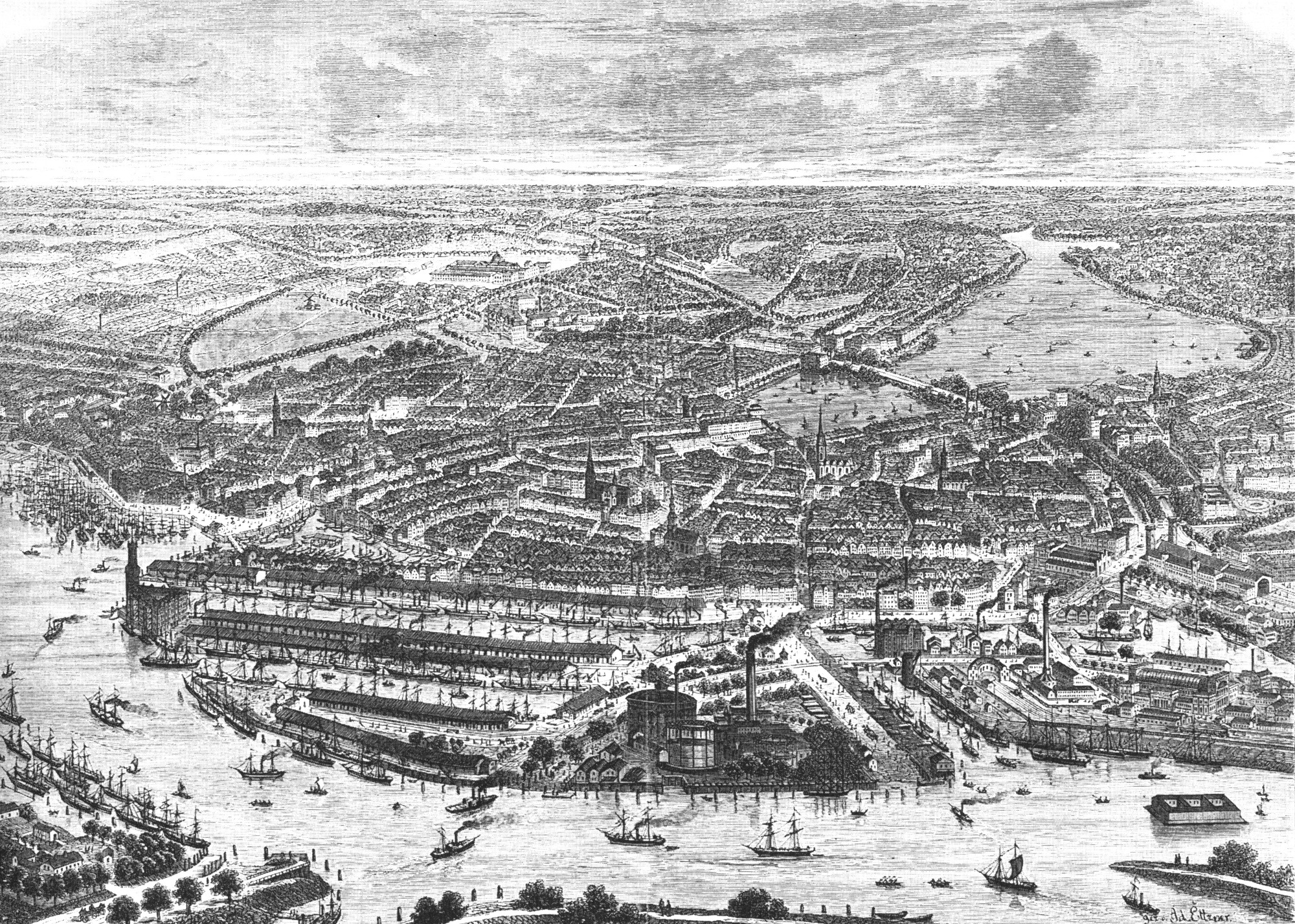
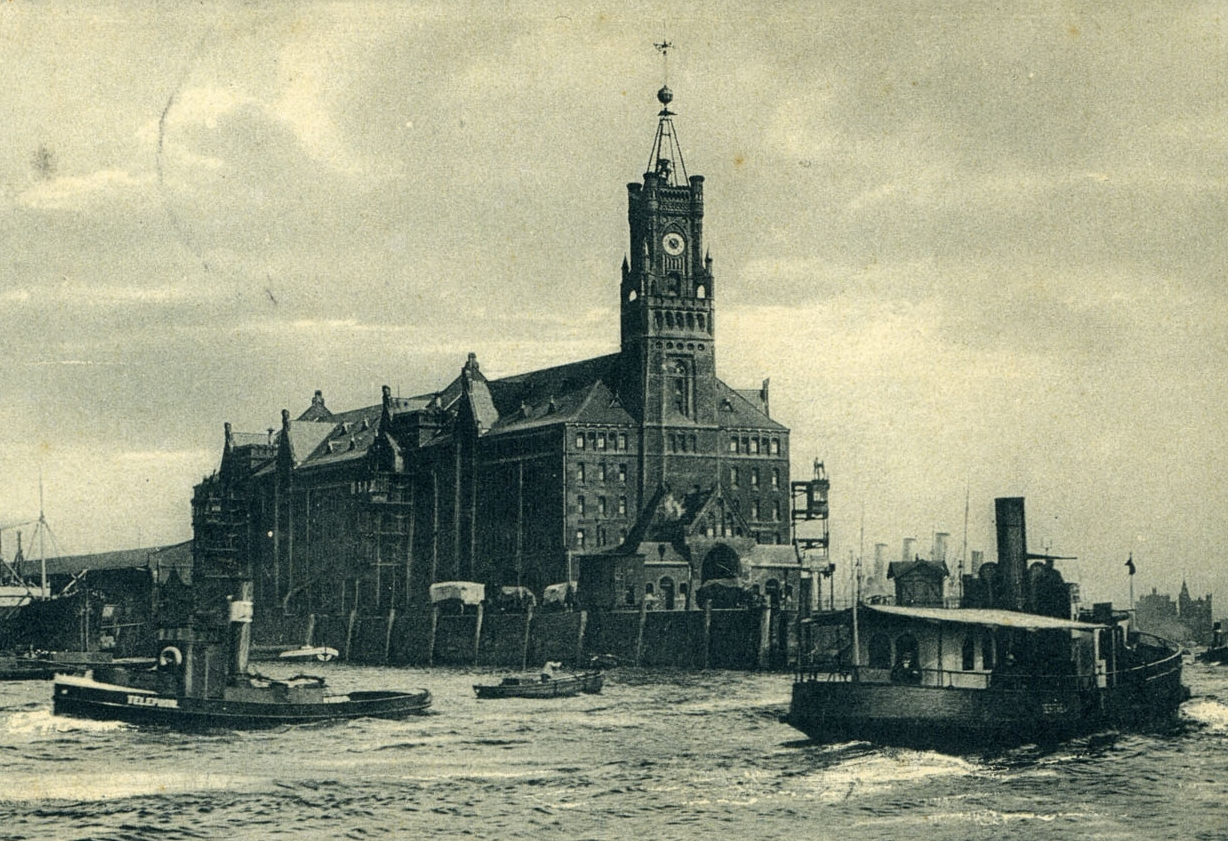
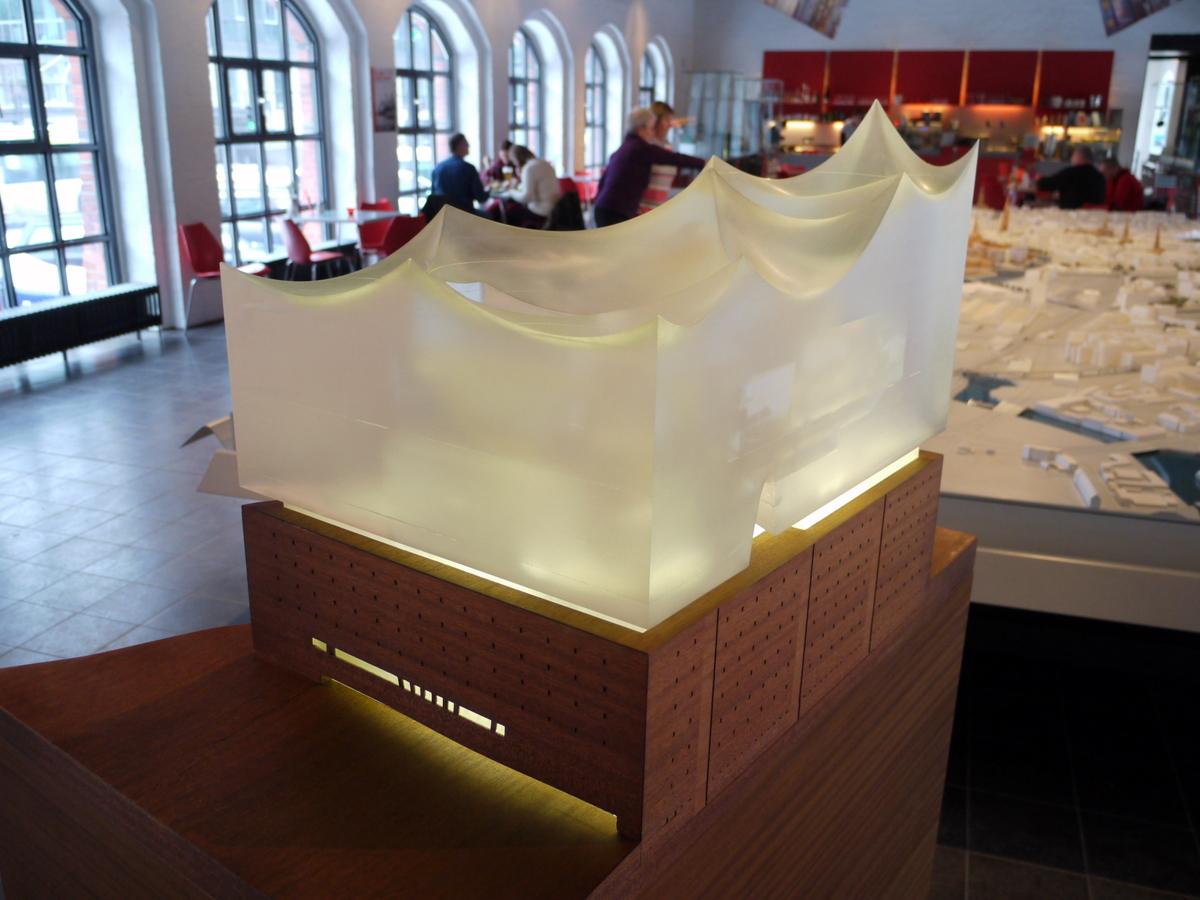